# 米田甚太郎
米田 甚太郎（よねだ じんたろう、1875年（明治8年）8月27日 - 1938年（昭和13年）3月4日）は、日本の内務官僚、朝鮮総督府官僚。実業家。

## 経歴
富山県出身。1898年（明治31年）、東京法学院（現在の中央大学）を卒業し、翌年に判事検事登用試験と弁護士試験に合格した。司法官試補、宮津区裁判所判事、札幌区裁判所・札幌地方裁判所検事を務めた。1905年（明治38年）に北海道庁警視に転じ、栃木県事務官・警察部長、秋田県内務部長、石川県内務部長を歴任した。さらに朝鮮総督府に移り、忠清北道知事、平安南道知事、京畿道知事を務めた。
退官後は、朝鮮水力電気株式会社社長、朝鮮電気株式会社取締役、天安電灯株式会社取締役などに就任した。
1938年（昭和13年）3月4日、病気療養中に朝鮮京城府東四軒町（現大韓民国ソウル特別市中区奨忠洞）の自宅で死去、62歳。